# Георги Братанов (литературна награда)
Литературната награда „Георги Братанов“ е ежегодна награда за поезия, белетристика и драматургия. Тя е създадена през 2000 г. по инициатива на Владислав Кацарски, тогавашния председател на Съюза на слепите в България и самият той поет и писател, съвместно със Съюза на българските писатели в чест на починалия през същата година незрящ поет и писател Георги Братанов. Наградата се връчва на автори на книги, издадени през предходната година. Първата отличена книга е стихосбирката „Пътьом“ на Андрей Андреев.

## Статут, необходими документи и материали за предложения
До 1 май на текущата година издатели и писатели предоставят по два екземпляра от книги в областта на поезията, белетристиката и драматургията, реализирани (издадени) през предходната година на адрес: 

За наградата „Георги Братанов“

Съюз на българските писатели,

ул. „6-ти септември“ 35, п.к. 608,

1000, гр. София

## Наградени автори и творби
- 2001 – Андрей Андреев – „Пътьом“
- 2002 – Велин Георгиев – „Шок“ и „Видовден“, Димитър Кирков – „Балкански грешник“
- 2003 – Никола Инджов – за ярък принос в българската литература
- 2004 – Ивайло Балабанов – Песни за старо вино", „Отечество – любов“
- 2005 – Евстати Бурнаски – „Рецитал пред ангели“
- 2006 – Марко Семов – „Очите“, Гриша Трифонов – „По есенните улици на лятото“[1]
- 2007 – Виолета Христова – „Другата стая“, Благовеста Касабова и Нина Андонова – „Неделна книга“[2]
- 2008 – Тенко Тенев – „Вечерен пейзаж“, Костадин Златков – „Хроника на изчезналото време“[3]
- 2009 – Димитър Милов – „Сълза на ангела“, Илия Богданов – „Шапката на мадам 2“[4]
- 2010 – Бойко Беленски – „Да се довериш на дявола“, Владимир Стоянов – „Притча за дървото“.[5]
- 2011 – Пенка Чернева – „Невъзможна самота“, Георги Драмбозов – „Кръстопът на музите“.[6]
- 2012 – Йордан Хаджиев – „Наоколо любов“ (сборник с разкази)
- 2013 – Мюмюн Тахир – „Високо, зелено и нежно“, Стоянка Митева - Балева – „Хоризонт за мечтатели“.[7]
- 2014 – Пею Богданов – „Балонът се надува“[8]
- 2015 – Николай Милчев – „Прелест и светогорски стихотворения“[9] (Николай Милчев отказва да приеме наградата като протест срещу политиката на награждаване на творци от СБП и напуска Съюза[10])
- 2016 – Неделчо Ганев – „Восъчен кодекс“[11]
- 2017 – Владислав Кацарски – „Коридорът“[12]
- 2018 – Пламен Панчев – „Сърдечен дрибъл“[13]
- 2019 – Петя Цолова – „Градината на Ева“ (стихове)
- 2020 – Светозар Казанджиев – „Незабравимите забравени“ (връчена през 2021 г.)
- 2021 – Красимир Власев – „Психология на дъжда“ (връчена през 2022 г.)

## Особеност
Всички носители на награда "Георги Братанов" са членове на СБП към момента на награждаването си, макар подобно условие да липсва в статута. Не са обявени критерии за оценка на книгите. Липсва наградено творчество на незрящ автор, какъвто е патронът на наградата.